# Пуликоз
Пуликоз (лат. pulicosis) — энтомоз, поражение кожи, вызываемые укусами человеческой блохи, характеризующаяся зудящими петехиальными высыпаниями на месте укусов, окружёнными венчиком эритемы.
Возбудитель — человеческая блоха (лат. Pulex irritans) — временный кровососущий паразит человека.
Область укуса опухает, могут возникнуть язвы рта и горла, через узлы лимфы может вовлекаться в патологический процесс центральная нервная система.
Человеческая блоха является переносчиком возбудителей многих опасных заболеваний, см. трансмиссивные болезни.